# Maria Montessori (2023)
Maria Montessori (Originaltitel La Nouvelle Femme) ist ein Film von Léa Todorov. In dem Sozialdrama spielt Leïla Bekhti eine in Paris lebende Halbweltdame, die eine behinderte Tochter hat und daher bei Maria Montessori, verkörpert von Jasmine Trinca, Hilfe sucht und auch bekommt. Die Premiere des Films erfolgte Anfang Oktober 2023 beim Zurich Film Festival. Im März 2024 kam der Film in die französischen, deutschen und österreichischen Kinos.

## Handlung

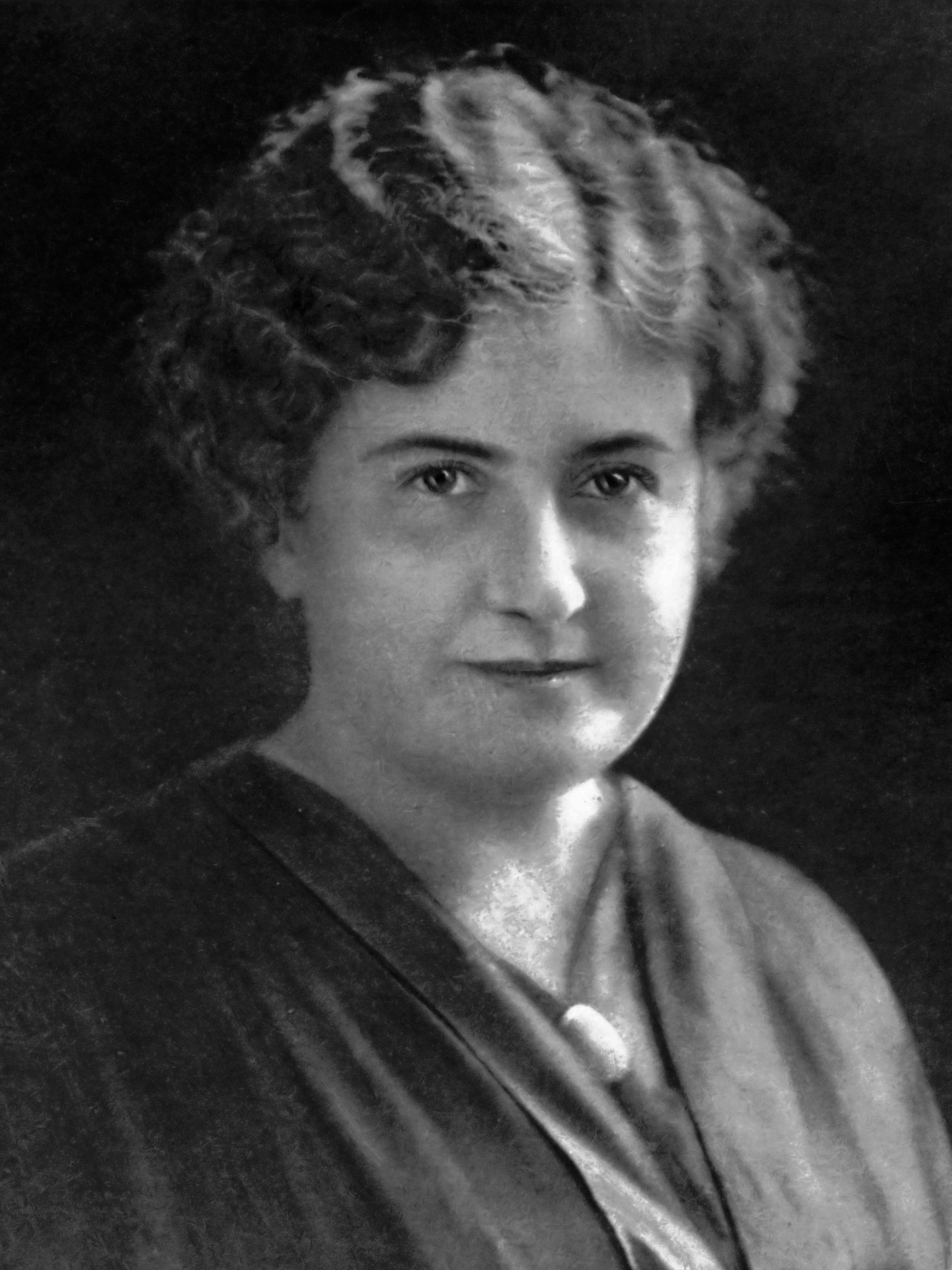
Die Reformpädagogin und Ärztin Maria Montessori

Die Kurtisane Lili d’Alengy befindet sich Anfang des 20. Jahrhunderts auf dem Höhepunkt ihres Ruhms. Nach dem Tod ihrer Mutter muss sie die Erziehung ihrer behinderten Tochter Tina selbst übernehmen. Um ihren Ruf zu wahren und Tina zu verstecken, die sie stets als ihre Nichte ausgegeben hat, flüchtet die Pariser Halbweltdame nach Rom, wo die junge Ärztin Maria Montessori mit ihrem Lebenspartner Giuseppe Montesano ein „Pädagogisches Institut“ für behinderte Kinder betreibt. Montessori hat auch eine Methode entwickelt, Kindern mit einer Lernschwäche zu helfen. Am liebsten würde Lili das Mädchen dort einfach abliefern, doch weil lediglich ein Platz für die Tagespflege frei ist, bleibt sie in Rom.
Maria und Giuseppe haben selbst einen gemeinsamen Sohn, den kleinen Mario. Weil ein uneheliches Verhältnis von der Gesellschaft nicht akzeptiert würde, muss er bei einer Amme auf dem Land aufgezogen werden. Auch bei den konservativen Medizinern setzt das Umdenken nur langsam ein, aber um Förderungsgelder zu erhalten, muss Maria diese von ihrem Ansatz überzeugen.
Lili will in Paris weiterhin als eine „Donna Nuova“, eine moderne, emanzipierte Frau wahrgenommen werden. Während ihres Aufenthaltes in Rom sucht sie sich auch hier Liebhaber. Sie freut sich sehr darüber, als Tina erste Fortschritte macht. Der Kontakt zu anderen Kindern und die Musik tun dem Mädchen sichtlich gut, ein Erfolg der Methoden Montessoris. Lili erkennt, wie wichtig Zuwendung, Geduld und Liebe in der Kindererziehung sind.
Als es zum Bruch mit Giuseppe kommt, der um seinen Ruf fürchtet, und Maria eröffnet, eine andere Frau heiraten zu wollen, was für Maria die Trennung von Mario bedeuten würde, bricht sie zusammen. Lili hält jedoch zu ihr und führt ihre neue Freundin in die Kunst der Selbstvermarktung ein. Dadurch findet Maria zum notwendigen Selbstvertrauen, um sich in der Männerwelt der Wissenschaft durchzusetzen, in der bisher stets Montesano die Lorbeeren einheimste. Gemeinsam mit Lili und Betsy gründet sie ein Netzwerk, das ihnen Unabhängigkeit verschafft und für eine neue Pädagogik steht, bei der die Liebe zum Kind und die Autonomie seines Geistes im Vordergrund steht.

## Produktion

### Regie und Drehbuch
Regie führte Léa Todorov, die auch das Drehbuch schrieb. Sie ist die Tochter des bulgarischen Philosophen Tzvetan Todorov und der kanadisch-französischen Schriftstellerin Nancy Huston. Ein ganzes Jahr lang hatte sie mit Recherchearbeiten zugebracht und ließ mehrere Biografien und Zeitzeugenberichte in ihre Arbeit einfließen. Es handelt sich bei Maria Montessori nach dem Dokumentarfilm Saving Humanity During Office Hours von 2012 um den zweiten Langfilm der französischen Regisseurin.

### Besetzung und Dreharbeiten

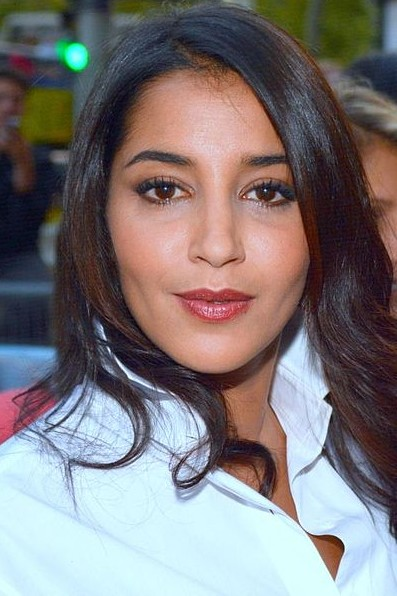
Leïla Bekhti spielt die Kurtirsarne Lily d’Alengy

Die Französin Leïla Bekhti, bekannt für ihre Rollen in den Filmen Tout ce qui brille und Quelle der Frauen, spielt die Kurtisane Lili d’Alengy und Raffaelle Sonneville-Caby ihre Tochter Tina. Sie beide sind fiktive Figuren. Die Italienerin Jasmine Trinca verkörpert Maria Montessori und Raffaele Esposito deren Lebenspartner Giuseppe Montesano. Todorovs Mutter Nancy Huston spielt Betsy. Sie war als Autorin in der Vergangenheit auch an dem Drehbuch für den Stop-Motion-Animationsfilm Sauvages beteiligt. In weiteren Rollen sind Laura Borelli, Agathe Bonitzer und Sébastien Pouderoux zu sehen. Die etwa 30 Kinder, die im Film mitwirkten, waren meist entweder neuro-atypisch oder hatten kleine oder große motorische Störungen. „Ihnen haben wir sehr viel mehr zugetraut, als dies die Gesellschaft normalerweise tut“, so Todorov zu deren Beteiligung. Das Casting hatten Marco Matteo Donat-Cattin, Sandie Galan Perez und Stefania Valestro übernommen.
Kameramann Sébastien Goepfert war zuletzt für Filme wie Kaum öffne ich die Augen von Leyla Bouzid und Mit 20 wirst du sterben von Amjad Abu Alala tätig.

### Marketing und Veröffentlichung
Die Premiere von Maria Montessori erfolgte am 5. Oktober 2023 beim Zurich Film Festival. Anfang Februar 2024 wurde der erste Trailer vorgestellt. Am 7. März 2024 kam der Film im Verleih von Neue Visionen in die deutschen und am gleichen Tag in die Deutschschweizer Kinos. Der Kinostart in Frankreich erfolgte am 13. März 2024, in Österreich am 15. März 2024. Im August 2024 wird Maria Montessori im Rahmen der Filmkunstwochen München vorgestellt. Ebenfalls im August 2024 wird er beim Norwegischen Filmfestival in Haugesund gezeigt.

## Rezeption

### Kritiken und Einspielergebnis

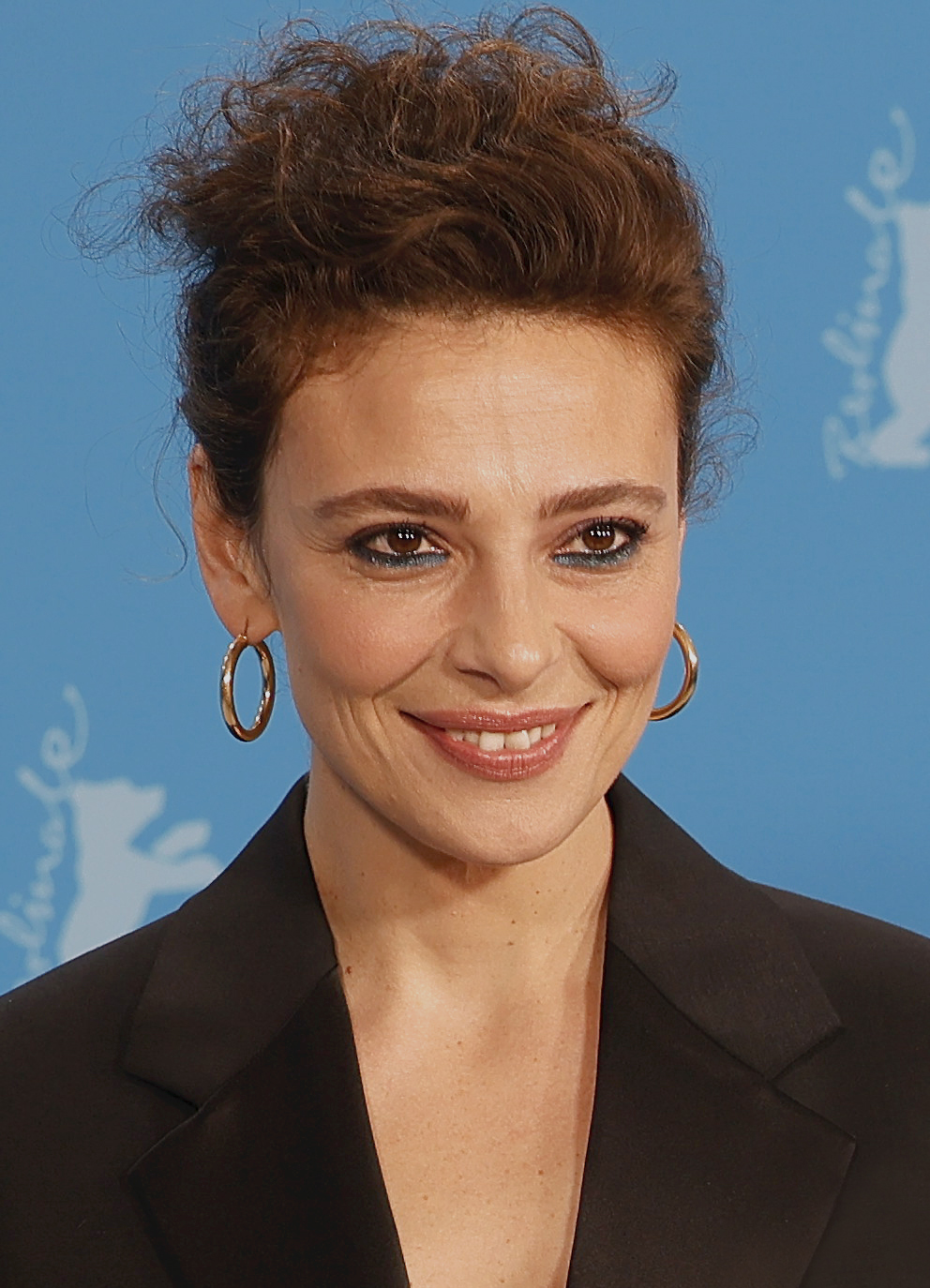
Jasmine Trinca verkörpert in der Titelrolle Maria Montessori

Giancarlo Schwendener schreibt in seiner Kritik bei outnow.ch, Léa Todorov sei ein Husarinnenstück gelungen, und mit La nouvelle femme habe sie einen historischen Film inszeniert und dabei die Zuneigung als die wichtigste Komponente der Montessori-Methode zur eigentlichen Hauptrolle gemacht. Jasmine Trinca nehme die Steilvorlage auf und verneige sich mit ihrer großartigen und erhabenen schauspielerischen Leistung vor Maria Montessori.
Kira Taszman schreibt in ihrer Kritik für den Filmdienst, der feministische Ansatz des Films wirke selten didaktisch oder gar aufdringlich. Anhand von zwei sehr unterschiedlichen Frauen erzähle das Historiendrama von weiblicher Emanzipation in einer von Männern bestimmten Welt. Der geschickte Ansatz des Films bestehe darin, zwei konträre Arten von Mutterschaft in einer von rigiden Moralvorstellungen geprägten Gesellschaft aufzuzeigen, in der auch vermeintlich fortschrittliche Männer in konservative Rollenbilder zurückfallen. Frauen würden grundsätzlich nicht ernst genommen und müssten sich selbst organisieren, um anerkannt und unterstützt zu werden.
Gaby Sikorski bemerkt in ihrer Kritik bei Filmstarts die geschickte Konstruktion der beiden parallel erzählten Frauengeschichten, die neben den schauspielerischen Leistungen der Hauptdarstellerinnen das Beste an diesem Film sei, der letztlich die Mutterrolle stark verkläre und besonders zum Ende hin doch ziemlich offensiv in Richtung gefühliges Bekenntniskino gehe. Die Geschichte von Maria und Lili sowie ihre langsame Annäherung in einer Mischung aus realen und fiktiven Ereignissen erlaube dabei Einblicke in die Montessori-Methoden, ohne belehrend zu wirken. Das Konzept sorge zudem für einige angenehme Spannungsbögen, die sich aus den Verflechtungen der beiden Handlungsstränge ergeben.
In Deutschland verzeichnet der Film 254.010 Kinobesucher.

### Einsatz im Unterricht
Das Institut für Kino und Filmkultur empfiehlt den Film ab der 9. Klasse in den Unterrichtsfächern Gemeinschaftskunde/Sozialwissenschaften, Erziehungswissenschaften/Pädagogik, Geschichte, Philosophie und Ethik. Dort werden Informationen zum Film und zur Zeit, in der er spielt, angeboten, insbesondere aber zum Leben und Wirken von Maria Montessori. Weiter heißt es dort, der Film lade sowohl zur Auseinandersetzung mit vielfältigen aktuellen und historischen Themenbereichen an, als auch zu einer differenzierten Beschäftigung mit der Montessoripädagogik.

## Synchronisation
Die deutsche Synchronisation entstand nach einem Dialogbuch und der Dialogregie von Pierre Peters-Arnolds im Auftrag der EVA Studios Germany GmbH in Berlin.
| Rolle              | Darsteller               | Synchronsprecher         |
| ------------------ | ------------------------ | ------------------------ |
| Maria Montessori   | Jasmine Trinca           | Natascha Geisler         |
| Lili d’Alengy      | Leïla Bekhti             | Manja Doering            |
| Tina d’Alengy      | Rafaëlle Sonneville-Caby | Milla Fleming            |
| Giuseppe Montesano | Raffaele Esposito        | Jannik Endemann          |
| Dr. Guido Baccelli | Gianfranco Poddighe      | Hanns-Jörg Krumpholz     |
| der Prinz          | Pietro Ragusa            | Viktor Neumann           |
| Betsy              | Nancy Huston             | Denise Gorzelanny        |
| Carlotta           | Laura Borelli            | Juliane 'Maju' Schöttler |
| Clarisse           | Agathe Bonitzer          | Mareile Moeller          |
| Giorgia            | Georgia Ives             | Franziska Endres         |
| Jean Itard         | Sébastien Pouderoux      | Georgios Tzitzikos       |
| Journalist         | Roberto Zibetti          | Armin Schlagwein         |
| Prof. Lombroso     | Stefano Abbati           | Pierre Peters-Arnolds    |
| Renilde Montessori | Patrizia La Fonte        | Kornelia Boje            |